# Gita Gopinath

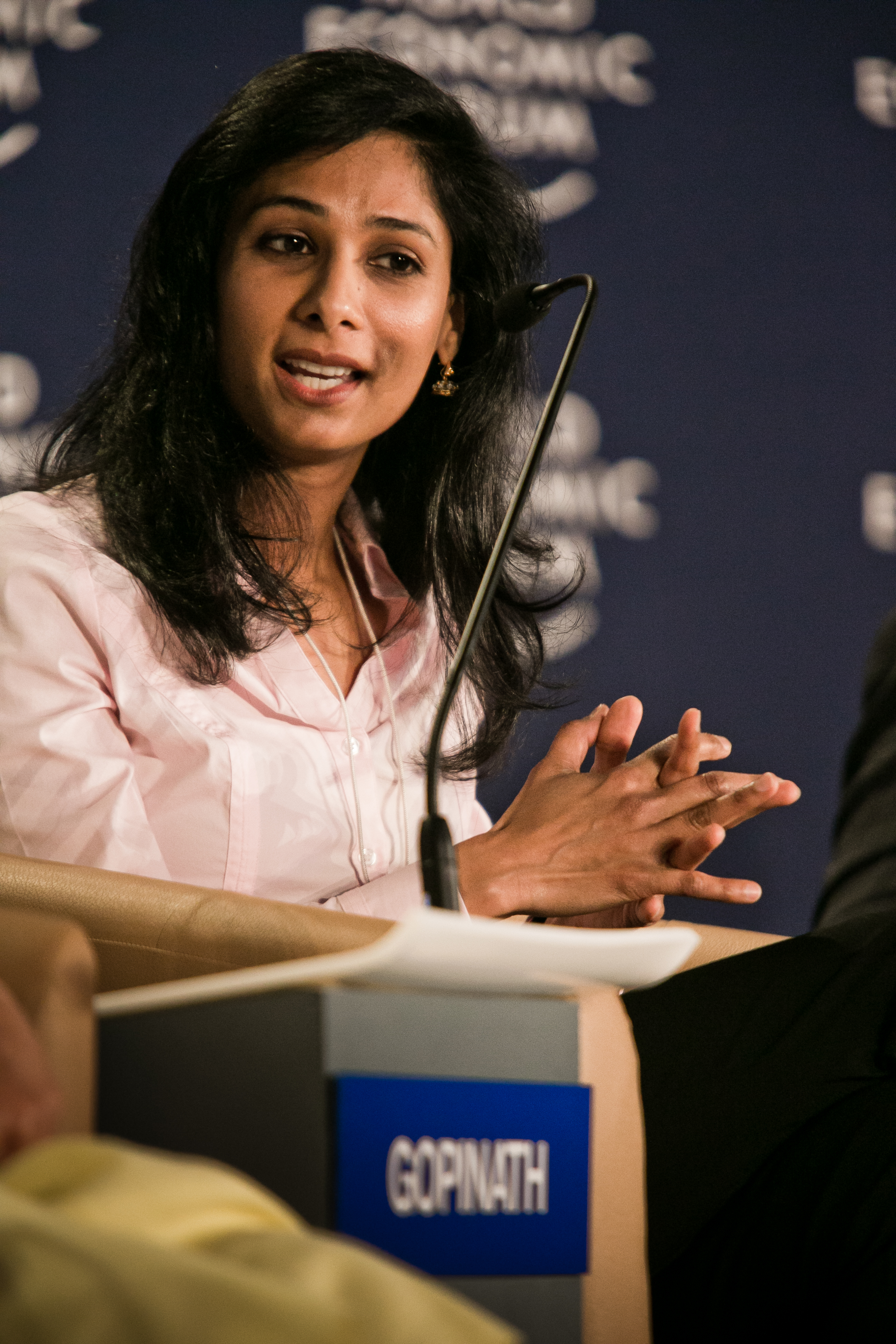
Gita Gopinath no World Economic Forum on India em 2012

Gita Gopinath (nascida em 8 de dezembro de 1971) é uma economista indo-americana que é economista-chefe do Fundo Monetário Internacional desde 2019. Nessa função, ela é Diretora do Departamento de Pesquisa do FMI e Conselheira Econômica do Fundo.
Ela está licenciada do departamento de economia da Universidade de Harvard, onde é professora John Zwaanstra de Estudos Internacionais e Economia. Ela também é codiretora do programa de Finanças Internacionais e Macroeconomia do Escritório Nacional de Pesquisa Econômica e trabalhou como Consultora Econômica do Ministro-Chefe de Kerala.
Gopinath foi nomeada Economista-Chefe do Fundo Monetário Internacional em outubro de 2018. Em uma entrevista com Trevor Noah no The Daily Show, ela chamou a recessão mundial de 2020 de "O Grande Lockdown".

## Infância e educação
Gita Gopinath nasceu em 8 de dezembro de 1971 em Calcutá, Índia, em uma família malaia. Ela é a mais jovem das duas filhas de T.V. Gopinath e V.C. Vijayalakshmi. Seu pai, T.V. Gopinath, é parente do falecido A.K. Gopalan.

## Carreira
Em 1992, Gopinath obteve seu diploma de bacharelado em Economia pela Universidade de Delhi. Em 1994, ela obteve seu primeiro mestrado na Delhi School of Economics. Em 1996, ela obteve seu segundo mestrado em Economia na Universidade de Washington. Em 2001, Gopinath obteve seu Ph.D. em Economia na área de Macroeconomia Internacional e Comércio pela Universidade de Princeton. Ela ingressou na Booth School of Business da Universidade de Chicago como professora assistente.
Em outubro de 2018, Gopinath foi nomeada economista-chefe do Fundo Monetário Internacional. Ela também é a professora John Zwaanstra de Estudos Internacionais e de Economia na Universidade de Harvard. Ela é codiretora do programa de Finanças Internacionais e Macroeconomia do National Bureau of Economic Research, pesquisadora visitante do Federal Reserve Bank de Boston, membro do painel consultivo econômico do Federal Reserve Bank de Nova York, Conselheira Econômica do ministro-chefe do estado de Kerala (Índia), co-editora da American Economic Review e co-editora da edição de 2019 do Handbook of International Economics.

## Honras
Em 2018, Gopinath foi eleito membro da Academia Americana de Artes e Ciências e da Sociedade Econométrica. A política externa a nomeou uma das principais pensadoras globais em 2019. Em 2017, ela recebeu o prêmio Distinguished Alumnus Award da University of Washington. Ela foi nomeada um dos 25 maiores economistas com menos de 45 anos pelo Fundo Monetário Internacional em 2014 e foi escolhida como Jovem Líder Global pelo Fórum Econômico Mundial em 2011. Em 2019, ela recebeu o Pravasi Bharatiya Samman, a maior homenagem para uma pessoa de origem indiana, pelo Presidente da Índia.